# John R. Cumpson
John R. Cumpson est un acteur américain du cinéma muet, né le 30 août 1867 à Buffalo, et mort le 15 mars 1913 à New York (États-Unis).

## Filmographie
- 1905 : The White Caps de Wallace McCutcheon & Edwin S. Porter
- 1908 : Une déclaration difficile (A Calamitous Elopement) de D. W. Griffith
- 1908 : Monday Morning in a Coney Island Police Court : Honorable Patrick McPheeney
- 1908 : A Smoked Husband de D. W. Griffith : Mr. Bibbs
- 1908 : Les Bijoux volés (The Stolen Jewels) de D. W. Griffith : Smithson / Man at Broker's
- 1908 : Cœur de Zoulou (The Zulu's Heart) de D. W. Griffith : A Zulu Warrior
- 1908 : Le Roman d'une juive (Romance of a Jewess) de D. W. Griffith : Customer
- 1908 : L'Appel de la forêt (The Call of the Wild) de D. W. Griffith : Chinese Servant
- 1908 : Le Clubman et le Voleur (The Clubman and the Tramp) de D. W. Griffith
- 1908 : Mrs. Jones Entertains de D. W. Griffith : Mr. Jones
- 1908 : The Christmas Burglars de D. W. Griffith
- 1908 : Mr. Jones at the Ball de D. W. Griffith : Mr. Jones
- 1909 : Love Finds a Way de D. W. Griffith : Footman
- 1909 : The Sacrifice de D. W. Griffith : At Jeweler's
- 1909 : A Rural Elopement de D. W. Griffith : In Crowd
- 1909 : Mr. Jones Has a Card Party de D. W. Griffith : Mr. Jones
- 1909 : L'Extravagante Mme Francis (The Fascinating Mrs. Francis) de D. W. Griffith : Party Guest
- 1909 : Son nouveau chapeau (Those Awful Hats) de D. W. Griffith : Theatre Audience
- 1909 : The Cord of Life de D. W. Griffith : In Tenement
- 1909 : The Girls and Daddy de D. W. Griffith : At Black & Tan Ball
- 1909 : The Brahma Diamond de D. W. Griffith : Tourist
- 1909 : Tragic Love de D. W. Griffith : Bartender
- 1909 : The Joneses Have Amateur Theatricals de D. W. Griffith : Mr. Jones
- 1909 : The Hindoo Dagger de D. W. Griffith : The Doctor
- 1909 : At the Altar de D. W. Griffith : Dinner Guest
- 1909 : His Wife's Mother de D. W. Griffith : Mr. Jones
- 1909 : A Fool's Revenge de D. W. Griffith : At Court
- 1909 : The Wooden Leg de D. W. Griffith : Father
- 1909 : The Roue's Heart de D. W. Griffith : Nobleman
- 1909 : The Salvation Army Lass de D. W. Griffith : Salvation Army / In First Bar / In Factory
- 1909 : The Lure of the Gown de D. W. Griffith : Man on Street / At Dance
- 1909 : L'Âme du violon (The Voice of the Violin) de D. W. Griffith : At Party Meeting
- 1909 : Jones and His New Neighbors : Mr. Jones
- 1909 : Les Remords de l'alcoolique (A Drunkard's Reformation) de D. W. Griffith : In the Orchestra / In the Bar
- 1909 : Trying to Get Arrested : The Tramp
- 1909 : Le Chemin du cœur (The Road to the Heart) de D. W. Griffith : Chinese Man
- 1909 : La Croisade contre le bruit (Schneider's Anti-Noise Crusade) de D. W. Griffith : Mr. Schneider
- 1909 : The Winning Coat : Innkeeper
- 1909 : Confidence de D. W. Griffith : In Bar
- 1909 : A Troublesome Satchel : The Man with the Satchel
- 1909 : Lady Helen's Escapade : Dinner Guest
- 1909 : Frères jumeaux (Twin Brothers) de D. W. Griffith : Museum Visitor
- 1909 : Lucky Jim de D. W. Griffith : Wedding Guest
- 1909 : Tis an Ill Wind That Blows No Good : At Factory / In Crowd
- 1909 : The Suicide Club : Member of Suicide Club
- 1909 : One Busy Hour : Jim Smith
- 1909 : The Note in the Shoe : In Office
- 1909 : Jones and the Lady Book Agent : Edward Jones
- 1909 : The French Duel : Leon Martinel
- 1909 : Resurrection de D. W. Griffith : At Inn / Servant
- 1909 : Two Memories : Party Guest
- 1909 : Le Grillon du foyer (The Cricket on the Hearth) de D. W. Griffith : Innkeeper
- 1909 : What Drink Did : Bartender
- 1909 : Le Luthier de Crémone (The Violin Maker of Cremona) de D. W. Griffith : In Crowd
- 1909 : La Villa solitaire (The Lonely Villa) de D. W. Griffith : At the Inn
- 1909 : Her First Biscuits : Mr. Jones
- 1909 : Was Justice Served? : Juror
- 1909 : The Peachbasket Hat : Mr. Jones
- 1909 : The Cardinal's Conspiracy : A Musketeer / A Member of the Court
- 1909 : A Strange Meeting : At Party
- 1909 : They Would Elope : In Group
- 1909 : Mr. Jones' Burglar : Mr. Jones
- 1909 : With Her Card : At Churchill's
- 1909 : Mrs. Jones' Lover; or, 'I Want My Hat' : Mr. Jones
- 1909 : The Mills of the Gods : Delivery Man
- 1909 : The Little Darling : In Boarding House
- 1909 : Getting Even (en) : Miner
- 1909 : In Old Kentucky : Negro Servant
- 1909 : A Fair Exchange : At Church
- 1909 : The Test
- 1910 : The Dancing Girl of Butte
- 1910 : The Smoker
- 1910 : Two Men : The Miner
- 1910 : The Eternal Triangle : The Husband
- 1910 : The Nichols on Vacation
- 1910 : How Bumptious Papered the Parlor : Bumptious
- 1910 : The Stenographer's Friend; Or, What Was Accomplished by an Edison Business Phonograph : Assistant Office Manager
- 1911 : Bumptious as Romeo : Bumptious
- 1911 : Mr. Bumptious, Detective : Bumptious
- 1911 : The Resurrection of John
- 1911 : A Card of Introduction
- 1911 : The Two Heroes
- 1911 : The Child and the Tramp
- 1911 : Heroes Three
- 1911 : A Cure for Dyspepsia
- 1911 : A Famous Duel : The Challenged
- 1911 : His First Trip
- 1911 : The Escaped Lunatic
- 1911 : The Maiden of the Pie Faced Indians
- 1911 : The Summer Girl
- 1911 : Mae's Suitors
- 1911 : The Kid from the Klondike
- 1911 : Ludwig from Germany
- 1911 : The Troubles of A. Butler
- 1911 : John Brown's Heir
- 1911 : The Daisy Cowboys
- 1911 : An International Heart Breaker
- 1912 : How She Married
- 1912 : The Flag of Distress
- 1912 : Brown Moves Into Town
- 1912 : The Broken Lease
- 1912 : Beat at His Own Game
- 1912 : The Home Strike-Breakers
- 1912 : Percy Learns to Waltz : Percy
- 1912 : The Lonesome Miss Wiggs
- 1912 : A Millionaire for a Day
- 1912 : A Piece of Ambergris
- 1912 : Breach of Promise
- 1912 : The Maid's Stratagem
- 1912 : How Shorty Won Out : Shorty
- 1912 : Portuguese Joe
- 1912 : Home Again : The Convict
- 1912 : The Wrong Weigh
- 1912 : A Case of Dynamite
- 1912 : Ferdie's Family Feud : Ferdie
- 1912 : Her Diary
- 1912 : Chappie the Chaperone : Chappy the Chaperone
- 1912 : An Exciting Outing
- 1912 : Love Will Find a Way
- 1912 : Curing Hubby
- 1912 : Early in the Morning
- 1912 : Ferdie, Be Brave : Ferdie